# Bán János (színművész)
Bán János (Győr, 1955. október 4. –) Jászai Mari-díjas magyar színművész, érdemes és kiváló művész, a Katona József Színház alapító tagja; a cseh és szlovák nyelvterület egyik legnépszerűbb külföldi színésze.

## Életpályája
Tizennégy évesen szülővárosában, a Kisfaludy Színházban jelentős szerepet alakít a Musa Dagh negyven napja című darabban. A bemutató időpontja: 1970. április 3. Az előadást Várady György rendezte. A színlapon szerepelt – többek között – Nagy Attila, Herendi Mária, Magda Gabi, S. Tóth József, Patassy Tibor és Solti Bertalan neve is.
1979-ben végzett a Színház- és Filmművészeti Főiskolán, Horvai István és Kapás Dezső növendékeként. Első szerződése a Pécsi Nemzeti Színházhoz kötötte. Egy szezonnal később már a Győri Kisfaludy Színház tagja. Egy stúdiószínházi előadáson mutatkozott be a győri közönségnek: Nádas Péter Takarítás című darabjában nyújtott emlékezetes alakítást. A kisalföldi városban szerepelt először Hrabal-műben: a Bambini di Praga című darabban Nullicseket, a festőt alakította.
1982-ben egyik szereplője Salamon Suba László főiskolai vizsgarendezésének, a Stílusgyakorlatok-nak.  Az ekkor alakult, repertoárgondokkal küzdő[forrás?] Katona József Színház a darabot műsorára tűzte. A bemutató 1982. október 23-án volt. 1987. január 29-ig százkilencvenhét alkalommal láthatta a „Katona” közönsége. A hatszázas előadásszámot túllépő produkció 2011-ben is látható a Komédium Színházban illetve más, vendég helyszíneken.
Az 1982/83-as szezonban a szolnoki Szigligeti Színház színlapjain találkozhatunk nevével. Többek között Fejes Endre Vonó Ignác című művében a címszerepet játszhatta el a tiszaparti városban. Vidéki színészként a Legjobb férfialakítás díját is megkapta ezért a szerepért.
1983-tól szerződtetett művésze lett a Katona József Színháznak. Ilyen státuszban először a Spiró György Imposztor című darabjában láthatta a nagyérdemű. 2011-ig több mint félszáz bemutató szereplője volt, köztük Hlesztakovot alakította, Gogol A Revizor című drámájában. Szereplője a 2018-ban utoljára játszott Portugálnak, amiben több mint négyszázszor alakította Csipeszt.
A „Katonával” öt világrész számos országában vendégszerepelhetett, többek között a nagy szériát megélt Három nővér és az Ivanov szereplőjeként.
Szerepet kapott az 1984. május 31-én bemutatott, Jiří Menzel által a Katonában rendezett darabban, a Szarvaskirály-ban. A világhírű rendező – ezt követően – meghívta Az én kis falum című film főszerepére (Otík). A film Oscar-díj jelölésig jutott, a legjobb külföldi film kategóriában. A művész ezt követően számos csehszlovák – a rendszerváltás után szlovák – filmben kapott szerepet. A nyelvterület egyik legismertebb, legnépszerűbb külföldi művésze. 2011. március 13-án Prágában Trebbia Európai Díjjal tüntették ki. A laudációt Jiří Menzel tartotta. 2011 júniusában Életműdíjjal – A színészi küldetés díjával (Actor’s Mission Award) tüntették ki Szlovákiában, a trencsénteplici Art Film Festen.
Szintén színész fiával, Bán Bálinttal együtt játszották a két főszerepet, apát és fiát a 2013. január 25-én bemutatott Rükverc című darabban. További három gyermeke: János Gáspár, András Boldizsár és Kata Borbála.
Alsóörsön hétvégi háza van.

## Színpadi szerepeiből
- Raymond Queneau: Stílusgyakorlatok (Rendező: Salamon Suba László)
- Spiró György: Az imposztor... Rybak (Rendező: Zsámbéki Gábor)
- Hamvai Kornél: Hóhérok hava... Patalin, vállalkozó (Rendező: Ascher Tamás)
- Weöres Sándor: Szent György és a sárkány (Rendező: Zsámbéki Gábor)
- Bertolt Brecht: Baal... Johannes
- Henrik Ibsen: A tenger asszonya... Lyngstrand
- Nádas Péter: Takarítás... Jóska
- William Shakespeare: Hamlet... Horatio
- Bohumil Hrabal: Bambini di Prága... Nullicsek
- Fejes Endre: Vonó Ignác....Vonó Ignác
- Bulgakov: Menekülés... Golubkov
- Csehov: Három nővér....Tuzenbach
- Csehov: Ivanov....Koszih, a kártyás
- Mrożek: Mulatság....„N”
- Bertolt Brecht: Turandot, avagy a szerecsenmosdatók kongresszusa... Szen
- Halász Péter: A kínai....Színész
- Tom Stoppard: Árkádia....Valentine Coverly
- Makszim Gorkij: Barbárok....Golovasztyikov, Pavlin Szaveljevics, kispolgár
- Shakespeare: A vihar... Trinculo
- A szerelmes hal....Vinkel
- Kukorelly Endre: Élnek még ezek?....Károly
- Heinrich von Kleist: Az eltört korsó....Sugár, írnok
- George Bernard Shaw: A hős és a csokoládékatona
- Ödön von Horváth: Mesél a bécsi erdő....Kapitány
- Mit csinál a kongresszus?....Iskolaügyi tanácsos
- Bertolt Brecht: Puntila úr és szolgája, Matti... A bíró
- Egressy Zoltán: Portugál....Csipesz
- Tersánszky Józsi Jenő–Grecsó Krisztián: Cigányok....Orvos
- Fábri Péter: Parszifál titka, avagy a terepasztal lovagjai... Artúr király, Gurnemanz, Remete
- Peter Handke: Az óra, amikor semmit nem tudtunk egymásról
- Tom Stoppard: Rosencrantz és Guildenstern halott... Guildenstern
- Tadeusz Słobodzianek: A mi osztályunk (Zygmunt)
- Gogol: A revizor... Hlesztakov
- Ibsen: A nép ellensége... Aslaksen
- Ödön von Horváth: A végítélet napja... Favágó
- Oleg Bogajev: Orosz népi posta... Iván Szidorovics Zsukov
- Márai Sándor: A szegények iskolája... Studler Béla (egykori vállalkozó)
- A borbély
- Johann Wolfgang von Goethe: Faust I-II. ... Proktofantazmista; Seismos (Érsek, Anaxagoras)
- Borbély Szilárd: Az olaszliszkai... Falubeli
- Székely Kriszta: Megszűntem önnel törődni
- Férfivallomások
- Molière: A nők iskolája
- Prospero avagy a Vihar-sziget
- Frances Ya-Chu Cowhig: A tökéletes boldogság világa... Lao
- Alekszandr Szergejevics Puskin: Borisz Godunov... Eszelős
- A rendíthetetlen ólomkatona
- Ürgék
- Kurta Niké – Tési Dóra: Doboz... Oszkár
- Anton Pavlovics Csehov: A Platonov... Glagoljev
- Ryszard Kapuściński: A császár
- Térey János: Káli holtak
- William Shakespeare: Lear király... Öreg bérlő

## Filmjei

### Játékfilmek
| - Minden szerdán – Csűrös István (1979) - Koportos – Brigádvezető (1979) - Kabala – Zoli (1982) - Eszmélés (1984) - Felhőjáték (1984) - Falfúró – Géza (1985) - Az én kis falum (Vesničko má středisková) – Otík (1985) - Mami blú (1986) - Hajnali háztetők (1986) - Víkend za milión – Emil Ambróz (1987) - Az utolsó kézirat (1987) - Álombalzsam (1988) - Küldetés Evianba (1988) - Vörös zsaru (1988) - Kicsi, de nagyon erős – Béla (1989) - Sztálin menyasszonya (1991) - Kutyabaj (1992) - Ördög vigye – Fitzwalter (1992) - A pártütők (1994) - Rúzs (1994) | - A Brooklyni testvér – Laci (1994) - Csajok – Tamás (1995) - Falfúró 2. (1996) - Modré z nebe – Jozef (1997) - Presszó – Gyilkos (1998) - Visszatérés (Kicsi, de nagyon erős 2.) (1998) - Rinaldo – Rezső (2002) - Sorstalanság – Apa (2005) - Mansfeld (2006) - Budakeszi srácok – Berecz Ede (2006) - Dolina (Az érsek látogatása) – Kosztin (2006) - A Nap utcai fiúk (2007) - Rövid, de kemény... életem – Kornél apja (2008) - Így, ahogy vagytok – Angelov (2009) - Ihlet (2010) - Argo 2. – Frici (2013) - Liza, a rókatündér (2015) - A színésznő (2017) - Átalakítás folyamatban (2017) - A mi emberünk (2019) - Figyelj már oda! (2019) - Menetrend (2019) |

### Tévéfilmek
| - IV. Henrik király – ifjú Henrik (1980) - Szerelmem Elektra – Oresztész (1980) - Vihar a lombikban (1980) - Békestratégia (1983) - A falu jegyzője 1-4. – Völgyessy (1986) - Ítéletidő (1987) - Tanmesék a szexről – Kéri Tamás (1988) - Béketárgyalás, avagy az évszázad csütörtökig tart (1989) - Hét akasztott (1989) - Oktogon – Erdős (1989) - Vadkacsavadászat – Szajapin (1989) - Napóleon – Rusztán (1989) - Mrożek: Mulatság (1990) - Petőfi Sándor: Az apostol (1991) - Kutyakomédiák – Simor Antal (1992) | - Julianus barát 1-3. – Gerhardus (1993) - Fegyencek szabadságon (1993) - Albert, Albert (1994) - A Brooklyni testvér (1994) - Baldi – Débile (1995) - Szappanbuborék (1996) - A szivárvány harcosa – Ervin (2001) - Árnyékban (1999) - Családi album (2002) - Történetek az elveszett birodalomból – Apa (2004) - Presszó – Janek (2008) - Krampampuli - Optimisták - Padlón – Apa (2012) - Tóth János (2017) - A színésznő (2018) - Átok - Egyszer volt Budán Bödör Gáspár (2020) |

## Hangjátékok
- Csipkerózsa
- Rudi Strahl: Ádám és Éva ügyében (1984)
- Molnár Ferenc: Az ismeretlen lány (1985)
- Odze György: Kalapácssirató (1985)
- Szabó Magda: Katalin utca (1987)
- William Butler Yeats: A színészkirálynő (1987)
- Ghelderode, de Michael: A Nagy Kaszás balladája (1989)
- Yeats, William Butler: Írás az ablaküvegen (1990)
- Dániel Ferenc: A sültgalamb (1993)
- Hortácisz, Jeorjiosz: Nikolósz és Kaszándra (1993)
- Sean O'Casey: Az eke és a csillagok (1993)
- Szakonyi Károly: A prágai szerelmesek (1993)
- Eörsi István: Sírkő és kakaó (1995)
- Závada Pál: A hercegnő vére (1996)
- Jaroslav Hasek: Svejk, egy derék katona kalandjai a világháborúban (1997)
- Gion Nándor: Ez a nap a miénk (2000)
- Katona József-Varga Viktor: Dobok és trombiták (2000)
- Goldoni: A patikus avagy a szimuláns kisasszonyka (2001)
- Benkő Attila: Téli esték (2002)
- Molnár Ferenc: A zöld huszár (2004)
- Borbély Szilárd: Hans Christian Boldog Élete (2005)
- Vörös István: Szindbád kimenője (2010)
- Szabó Róbert Csaba: A Pusztai-banda (2015)

## Díjak, elismerések
- Legjobb férfialakítás díja – Vonó Ignác (1983)
- Színikritikusok díja – Stílusgyakorlat (1983)
- Játékfilmszemle díja – Falfúró főszerepért (1986)
- Oscar jelölés – legjobb külföldi film kategória (Az én kis falum) (1987)
- Legjobb férfialakítás díja (Párizs) – Otik (Az én kis falum) (1987)
- Jászai Mari-díj (1987)
- Kritikusok díja – Albert Albert című szlovák film címszerepéért (1995)
- Érdemes művész (1997)
- Legjobb férfialakítás díja – Rezső, a Rinaldo című filmben (Moszkva, 2004)
- Vidor Fesztivál
  - Brighella-díj – Vinkel (A szerelmes hal) (2008)
  - Arlecchino-díj – Pása (Guppi) (2010)
- Ivánka Csaba-díj (2011)
- Prága – Trebbia Európai Díj[8] (2011)
- A színészi küldetés díja  (Szlovákia, trencsénteplici Art Film Fest – 2011).[9][10] Hagyomány. hogy a színész nevével ellátott sárgaréz lapot a „Dicsőség hídján” helyezik el olyan hírességek társaságában, mint Franco Nero, Deraldine Chaplin, Gina Lollobrigida, Jeremy Irons vagy Jean-Paul Belmondo. E hídon már van két magyar név: 1998-ban Törőcsik Mari tábláját helyezték el itt, 2003-ban pedig Cserhalmi Györgyét[11]
- PUKK-díj (2021)[12]
- Kiváló művész (2024)[13]

2022 óta nevét viseli az 549229 Bánjános kisbolygó.

## Ars poetica
'Fiatalként a kérdéseim kissé bizonytalanok voltak, a válaszaim azonban nagyon határozottak. Most, idősebb fejjel azonban a kérdéseim nagyon pontosak, a válaszaim pedig egyre bizonytalanabbak. Ma többet tudok a világ dolgairól és saját magamról, ezért tudok talán jobban kérdezni. Ez praktikusan azt jelenti, hogy könnyebben megfejtem egy szerep személyiségét, könnyebben belehelyezkedem, de kilépnem belőle nehezebb, mert a szerep által felvetett kérdésekre nehezebben találom a választ. Ez olyan pszichés teher – s ez a hivatásom legnehezebb része – melyben minél mélyebbre mászik az ember, annál többet veszít magából.
Munkával telt éveim során, valósággá vált fiatalkori célom – amiért ezt a hivatást választottam –, hogy a magyar színházművészet valóban világszínvonalú legyen.
Mindig olyan területeket igyekeztem és igyekszem kipróbálni, ahol még nincsen tapasztalatom. Ezek sem egyszerű feladatok, de megkönnyíti őket az újdonság, a kísérletezés varázsa. Jó kanavász, jó alapanyag kell, és a többi csak munka kérdése.
„Navigare necesse est, vivere non est necesse!"

## Hang és kép
- Stílusgyakorlatok. YouTube
- Az én kis falum. YouTube
- Az Ivanov a  Sydney Festival-on. YouTube
- Díjátadás trencsénteplici Art Film Fest – 2011

Kapcsolódó fejezetek: